# Johan Andreas Auge
Johan Andreas Auge (* 1711 in Stolberg/Harz; † 1805 auf der Farm „Rotterdam“ bei Swellendam) war ein deutscher Gärtner und Pflanzensammler.

## Leben und Wirken
Auge wurde in seiner Heimat als Gärtner ausgebildet. Später ging er in die Niederlande um in Leiden am Hortus Botanicus unter der Leitung von Herman Boerhaave, sowie dessen Nachfolger Adriaan van Royen, sein Wissen zu vermehren. Dort erweckte das von Heinrich Bernhard Oldenland vom Kap der Guten Hoffnung zurückgeschickte Material sein Interesse und Auge beschloss selbst dorthin zu reisen.
Mit Empfehlungsschreiben von seinen Gönnern versehen erreichte Auge 1747 die Kapkolonie. Der Gouverneur der Kapkolonie Hendrik Swellengrebel (1700–1760) stellte ihn als Assistent am Garten der Niederländischen Ostindien-Kompanie (Vereenigde Oostindische Compagnie, VOC) in Kapstadt ein. Ryk Tulbagh beförderte ihn 1751 zum Leiter dieses Gartens. Diese Position hatte er bis 1778 inne. 
Vom 16. Juli 1761 bis 27. April 1762 begleitete Auge den Captain der Stellenboscher Bürger-Kavallerie Hendrik Hop (1716–1771) auf seiner Reise zu den Karasbergen und in das Namaqualand. Bei einem Zwischenstopp während der Rückreise von China erwarb der Bankier und Direktor der Schwedischen Ostindien-Kompanie Mikael Grubb (1728–1808) 1764 Teile von Auges Sammlung. Diese wurde eine wichtige Grundlage für das von Peter Jonas Bergius im September 1767 veröffentlichtes Werk Descriptiones plantarum ex Capite Bonae Spei. Auge begleitete Carl Peter Thunberg auf dessen erster Reise vom 7. September 1772 bis 4. Januar 1773 in der Kapkolonie. Zu dieser Zeit machte er ebenfalls die Bekanntschaft von Francis Masson und Anders Sparrman.
1778 verschlechterte sich Auges Sehvermögen. Er wurde pensioniert und zog auf die Farm eines Freundes. Als 1795 die Briten die Kapkolonie besetzten, verlor er seine Rente. Durch marodierende Xhosas verlor er einige Jahre später seinen gesamten Besitz. Seine letzten Jahre verbrachte Auge unweit von Swellendam auf der Farm „Rotterdam“ des swellendamer Landdrosts Anthony Alexander Faure (1758–1824).

## Ehrungen
Carl Peter Thunberg benannte 1794 nach Auge die Pflanzengattung Augea aus der Familie Jochblattgewächse (Zygophyllaceae) mit der einzigen Art Augea capensis. Kurz vor Auges Tod informierte Hinrich Lichtenstein ihn über diese Ehrenbezeigung.

## Nachweise